# 1953 en arts plastiques
| Années des arts plastiques : 1950 - 1951 - 1952 - 1953 - 1954 - 1955 - 1956    |
| Décennies des arts plastiques : 1920 - 1930 - 1940 - 1950 - 1960 - 1970 - 1980 |

Cette page concerne l'année 1953 en arts plastiques.

## Œuvres
- Les Oiseaux, décoration de plafond pour le Musée du Louvre (salle Henri II) de Georges Braque,
- Etching and Engraving: Techniques and the Modern Trend, ouvrage de gravure important rédigé par le graveur néo-zélandais John Buckland Wright,
- Relativité de Maurits Cornelis Escher.

## Naissances
- 4 février : Éric Duyckaerts, artiste contemporain belge († 25 janvier 2019),
- 1er avril : Mokhtar Djaafer, peintre et graveur algérien,
- 12 avril : Sergueï Ivanovitch Smirnov, peintre soviétique puis russe († 8 novembre 2006),
- 13 mai : Nikolaï Ivanovitch Mishusta, graveur et peintre soviétique puis ukrainien,
- 4 juin : Blaise Patrix, peintre franco-burkinabé († 21 avril 2023),
- 16 juin : Juan Muñoz, sculpteur espagnol († 28 août 2001),
- 24 juin : Sergueï Chepik, peintre russe naturalisé français († 18 novembre 2011),
- 17 juillet : Ramzi T. Salamé, écrivain et peintre franco-libanais († 29 décembre 2023),
- 5 août : Corine Sylvia Congiu, artiste plasticienne française,
- 9 août : Christophe Salengro, artiste français († 30 mars 2018),
- 31 août : Hocine Ziani, artiste plasticien algérien,
- 4 septembre : Galland Semerand, peintre et architecte haïtien († 29 novembre 2019).
- 5 octobre : Françoise Niay, dessinatrice française,
- 9 octobre : Sophie Calle, artiste française,
- 14 novembre : Ruben Camacho, peintre argentin.

- ? :
  - Koji Ikuta, graveur japonais,
  - Tadashi Kawamata, plasticien japonais,
  - Claude Lévêque, artiste plasticien français,
  - Ron Rocco, artiste multidisciplinaire américain,
  - Laurence Courto, artiste contemporaine française.
  - Shōzō Michikawa, céramiste japonais.

## Décès
- 9 janvier : Jean Brusselmans, peintre belge (° 13 juin 1884),
- 13 janvier : Alfred Laliberté, sculpteur québécois (° 19 mai 1878),
- 16 janvier : Marcel Delamarre de Monchaux, peintre français (° 18 avril 1876),
- 17 janvier : Jean de Bosschère, écrivain et peintre français d'origine belge (° 5 juillet 1878),
- 23 janvier : Raymond de La Nézière, peintre, illustrateur et caricaturiste français  (° 21 février 1865),
- 25 janvier : Tony Tollet, peintre français (° 6 novembre 1857),
- 6 février : Frédéric Fiebig, peintre letton (° 17 mai 1885),
- 11 février : Uroš Predić, peintre réaliste serbe puis yougoslave (° 7 décembre 1857),
- 12 février : Léon Hamonet, peintre français (° 13 décembre 1877),
- 18 février : France Leplat, peintre français (° 15 décembre 1895),
- 19 février : Irène Reno, peintre et lithographe française d'origine polonaise (° 29 avril 1884),
- 23 mars : Raoul Dufy, peintre français (° 3 juin 1877),
- 28 mars :
  - Lucienne de Saint-Mart, peintre française (° 8 octobre 1866),
  - Valentine de Saint-Point, écrivain, poète, peintre, dramaturge, critique d'art, chorégraphe, conférencière et journaliste française (° 16 février 1875),
- 31 mars : Władysław Jahl, peintre polonais (° 10 août 1886),
- 11 avril : André Foy, peintre, dessinateur et lithographe français (° 14 avril 1886),
- 26 avril : Raymond Bigot, sculpteur animalier et peintre français (° 17 mai 1872),
- 29 avril : Moïse Kisling, peintre français d'origine polonaise (° 22 janvier 1891),
- 1er mai :
  - Yvonne Serruys, sculptrice française (° 26 mars 1873),
  - Frans Slager, peintre et dessinateur néerlandais (° 23 avril 1876),
- 3 mai : Oldřich Blažíček, peintre austro-hongrois puis tchécoslovaque (° 5 janvier 1887),
- 12 mai : Fritz Mackensen, peintre allemand (° 8 avril 1866),
- 14 mai : Yasuo Kuniyoshi, peintre et dessinateur japonais (° 1er septembre 1893),
- 18 mai : Alfred Swieykowski, peintre français (° 21 septembre 1869),
- 26 mai : Marcel Bloch, peintre et sculpteur français (° 11 juillet 1884),
- 31 mai : Vladimir Tatline, peintre et sculpteur constructiviste russe puis soviétique (° 12 décembre 1885),
- 8 juin :
  - Henriette Daux, peintre, pastelliste et auteure française (° 21 septembre 1864),
  - Marcel Poncin, acteur, peintre et dessinateur français (° 27 août 1890),
  - Albert Sébille, peintre et affichiste français (° 26 juillet 1874),
- 12 juin : Louis Roger, peintre français  (° 26 août 1874),
- 20 juin : Harriet Kirkwood, peintre irlandaise (° 28 septembre 1880),
- 23 juin : Albert Gleizes, peintre, dessinateur, graveur, philosophe et théoricien français (° 8 décembre 1881),
- 30 juin : Dirk van Haaren, peintre néerlandais (° 21 avril 1878),
- 16 juillet :
  - Louis Cattiaux, peintre et poète français (° 17 août 1904),
  - Henri de Maistre, peintre français (° 14 avril 1891),
- 4 août : Francisc Șirato, peintre et graphiste roumain (° 15 août 1877),
- 9 août : Lucien Adrion, peintre et aquarelliste français (° 25 mai 1889),
- 23 août : Arturo Noci, peintre italien (° 23 avril 1874),
- 26 août : Lucien Genin, peintre français (° 9 novembre 1894),
- 27 août : Atanasio Soldati, peintre italien (° 24 août 1896),
- 10 septembre : Róbert Berény, peintre hongrois (° 18 mars 1887),
- 12 septembre : Osawa Gakiu, peintre japonais (° 17 décembre 1890),
- 22 septembre : Joan Jameson, peintre irlandaise (° 4 octobre 1892),
- 24 septembre : Lucien Lévy-Dhurmer, peintre, sculpteur et céramiste symboliste Franglais (° 30 septembre 1865),
- 28 septembre : Florent Méreau, peintre français (° 13 avril 1892),
- 29 septembre : Bronisława Janowska, peintre réaliste et éditrice polonaise (° 13 juillet 1868),
- 7 octobre : Emil Filla, peintre austro-hongrois puis tchécoslovaque (° 4 avril 1882),
- 8 octobre : Maurice Décamps, peintre français (° 2 octobre 1892),
- 10 octobre : Gustave Dennery, peintre français (° 6 mars 1863),
- 20 octobre : Adolphe Grimault, peintre français (° 3 juin 1874),
- 22 octobre : Alexandre Urbain, peintre et graveur français (° 1er mars 1875),
- 2 novembre : Léon Lehmann, peintre français (° 14 janvier 1873),
- 17 novembre : Georges Hourriez, peintre, dessinateur et graveur français (° 19 février 1878),
- 20 novembre : Maurice de Lambert, illustrateur, peintre, décorateur et graveur français (° 9 février 1873),
- 22 novembre : Savely Abramovitch Sorine, peintre et dessinateur russe puis soviétique (° 10 mars 1878),
- 25 novembre : Gaston Schnegg, sculpteur et peintre français (° 4 septembre 1866),
- 26 novembre : François-Charles Baude, peintre français (° 10 janvier 1880),
- 29 novembre : Karl Arnold, dessinateur, caricaturiste et peintre allemand (° 1er avril 1883),
- 30 novembre : Francis Picabia, peintre et écrivain français (° 22 janvier 1879),
- 7 décembre : Victor-Joseph Roux-Champion, peintre, graveur, céramiste et illustrateur français (° 30 septembre 1871),
- 13 décembre : Donato Frisia, peintre italien (° 30 août 1883),
- 17 décembre :Alfred Marie Le Petit, peintre, décorateur, graveur et dessinateur humoristique français (° 12 décembre 1876),
- 26 décembre : André Louis Pierre Rigal, peintre et sculpteur français (° 3 juin 1888),
- Date précise inconnue :
  - Haïm Attar, peintre israélien (° 18 décembre 1902),
  - Paul-Marcel Balmigère, peintre français (° 31 août 1882),
  - Gustave Barrier, peintre français (° 1871),
  - Madeleine Berly-Vlaminck, peintre française (° 1896),
  - Mario Bettinelli, peintre italien (° 1880),
  - Kosaka Gajin, peintre japonais (° 1877),
  - Jules Hervé-Mathé, peintre français (° 8 février 1868),
  - Alessandro Lupo, peintre italien (° 1er juillet 1876),
  - Ugo Piatti, peintre italien (° 1888),
  - Élisabeth Sonrel, peintre et illustratrice française (° 1874),
- Après 1953 :
  - Marthe Debes, peintre et portraitiste française (° 25 novembre 1893).